# Clones
Clones (irl. Cluain Eois) – miasto w hrabstwie Monaghan w Irlandii położone przy granicy z Irlandią Północną.